# Linaria polygalifolia
Linaria polygalifolia é uma espécie de planta com flor pertencente à família Scrophulariaceae. 
A autoridade científica da espécie é Hoffmanns. & Link, tendo sido publicada em Fl. Portug. (Hoffmannsegg) 1: 248. 1811.

## Portugal
Trata-se de uma espécie presente no território português, nomeadamente os seguintes táxones infraespecíficos:
- Linaria polygalifolia subsp. polygalifolia - presente em Portugal Continental. Em termos de naturalidade é endémica da Península Ibérica. Não se encontra protegida por legislação portuguesa ou da Comunidade Europeia.
- Linaria polygalifolia subsp. lamarckii - presente em Portugal Continental. Em termos de naturalidade é endémica da Península Ibérica. Não se encontra protegida por legislação portuguesa ou da Comunidade Europeia.